# Ирсон (кантон)
Ирсон (фр. Hirson) — кантон во Франции, находится в регионе О-де-Франс, департамент Эна. Входит в состав округа Вервен.

## История
До 2015 года в состав кантона входили коммуны Бюир, Бюсийи, Ватиньи, Вими, Ирсон, Ла-Эри, Мондрепюи, Нёв-Месон, Ои, Ориньи-ан-Тьераш, Сен-Мишель, Эпарси и Эфри.
В результате реформы 2015 года  состав кантона был изменен. В него вошли упраздненный кантон Обантон.

## Состав кантона с 22 марта 2015 года
В состав кантона входят коммуны (население по данным Национального института статистики за 2018 г.):
- Ани-Мартен-Рьё — население 456 чел.
- Бемон — население 150 чел.
- Боме — население 89 чел.
- Бюир — население 867 чел.
- Бюсийи — население 193 чел.
- Ватиньи — население 378 чел.
- Вими — население 497 чел.
- Жант — население 206 чел.
- Ивье — население 228 чел.
- Ирсон — население 8 800 чел.
- Куэн — население 67 чел.
- Ла-Эри — население 136 чел.
- Ландузи-ла-Виль — население 538 чел.
- Лёз — население 173 чел.
- Лоньи-лез-Обантон — население 77 чел.
- Мартиньи — население 437 чел.
- Мон-Сен-Жан — население 74 чел.
- Мондрепюи — население 1 041 чел.
- Нёв-Месон — население 614 чел.
- Обантон — население 659 чел.
- Ои — население 291 чел.
- Ориньи-ан-Тьераш — население 1 438 чел.
- Сен-Клеман — население 48 чел.
- Сен-Мишель — население 3 365 чел.
- Эпарси — население 28 чел.
- Эфри — население 321 чел.

## Политика
На президентских выборах 2022 г. жители кантона отдали в 1-м туре Марин Ле Пен 44,4 % голосов против 20,3 % у Эмманюэля Макрона и 13,8 % у Жана-Люка Меланшона; во 2-м туре в кантоне победила Ле Пен, получившая 64,2 % голосов. (2017 год. 1 тур: Марин Ле Пен – 39,5 %, Жан-Люк Меланшон – 17,3 %, Франсуа Фийон – 14,8 %, Эмманюэль Макрон – 14,7 %; 2 тур: Ле Пен – 58,4 %. 2012 год. 1 тур: Марин Ле Пен — 27,6 %, Франсуа Олланд — 27,3 %, Николя Саркози — 23,1 %; 2 тур: Олланд — 54,0 %).
С 2021 года кантон в Совете департамента Эна представляют мэр коммуны Мартиньи Жером Дювердье (Jérôme Duverdier) и мэр коммуны Вими Мелани Никола (Mélanie Nicolas) (оба — Разные правые).
|                | Кандидаты                       | Партия                   | Первый тур | Первый тур     | Второй тур | Второй тур |
| Кол-во голосов | Кандидаты                       | Партия                   | % голосов  | Кол-во голосов | % голосов  |            |
| -------------- | ------------------------------- | ------------------------ | ---------- | -------------- | ---------- | ---------- |
|                | Жером Дювердье Мелани Никола    | Разные правые            | 1 197      | 23,61          | 2 984      | 64,23      |
|                | Стефани Вьевиль Клод Муфлар     | Национальное объединение | 1 266      | 24,97          | 1 662      | 35,77      |
|                | Кристель Нувьон Эрве Супли      | Разные левые             | 1 106      | 21,81          |            |            |
|                | Карина ван дер Сип Фабьен Кокле | Разные правые            | 890        | 17,55          |            |            |
|                | Дидье Дево Мари-Клод Клуэ       | Коммунистическая партия  | 730        | 9,48           |            |            |

|                | Кандидаты                          | Партия             | Первый тур | Первый тур     | Второй тур | Второй тур |
| Кол-во голосов | Кандидаты                          | Партия             | % голосов  | Кол-во голосов | % голосов  |            |
| -------------- | ---------------------------------- | ------------------ | ---------- | -------------- | ---------- | ---------- |
|                | Клод Муфлар Анн-Мари Фурнье        | Национальный фронт | 2 918      | 37,91          | 4 356      | 54,83      |
|                | Жинетт Дево Жан-Жак Тома           | Левый блок         | 2 435      | 31,63          | 3 588      | 45,17      |
|                | Морган Девинь Янник Ноэ            | Правый блок        | 1 615      | 20,98          |            |            |
|                | Пьер-Луи Девуатен Мари-Эдит Лёркен | Разные правые      | 730        | 9,48           |            |            |

|  | Кандидат         | Партия                  | % голосов |
|  | ---------------- | ----------------------- | --------- |
|  | Жан-Жак Тома     | Социалистическая партия | 54,65     |
|  | Марк-Антуан Ёэль | Разные правые           | 31,88     |
|  | Жинетт Дево      | Коммунистическая партия | 8,32      |
|  | Анн-Мари Фурнье  | Национальный фронт      | 5,15      |